# The Unforgiven III
The Unforgiven III (с англ. — «Непрощённый III») — седьмая песня с девятого студийного альбома группы Metallica Death Magnetic.

## Музыка
Тональность песни, в отличие от предыдущих «The Unforgiven» («The Unforgiven» и «The Unforgiven II»), — e-moll (ми-минор). Жанр можно охарактеризовать как симфонический хэви-метал. Вступление исполняется фортепиано, которому подыгрывают некоторые другие инструменты симфонического оркестра: струнные и валторна. Аранжировка симфонических инструментов использована в течение всей песни. Благодаря этому песня звучит более проникновенно, струнные смягчают жёсткие трэшевые риффы Джеймса Хэтфилда. Она очень напоминает первую песню из трилогии структурой — тяжелые рифы куплета сменяются легким припевом.

## Содержание песни
В этой песне говорится о человеке, который мечтал сделать что-нибудь хорошее и важное, что принесло бы счастье ему и, возможно, другим, но он последовал правилам, которые диктовало ему общество, и его главными ценностями стали деньги и богатство: «Set sail to sea but pulled off course // By the light of golden treasure» («Горел желанием плыть по морю, но сменил курс, // Манимый блеском золотых сокровищ»). В припеве (от лица главного героя) Джеймс поёт, что то, на что он променял свою мечту, не принесло ему счастья: «Searched of seas of gold. // How come it’s got so cold?» («Искал море золота. // Как оно стало таким холодным (чуждым)?..»). Во втором куплете поётся, что это привело к тому, что он «потерпел кораблекрушение» и «ушёл», то есть, этим он сломал себе жизнь. В середине песни повторяются слова «Forgive me, forgive me not» («Простить себя, или не простить?»). Герой не может простить себе то, что поддался всем и из-за этого пострадал, и поэтому он «Непрощённый» (хотя в тексте он себя так не называет).

## Участники записи
- Джеймс Хэтфилд — вокал, ритм-гитара, фортепиано
- Кирк Хэмметт — соло-гитара
- Роберт Трухильо — бас-гитара
- Ларс Ульрих — ударные.